# Энгель, Георг

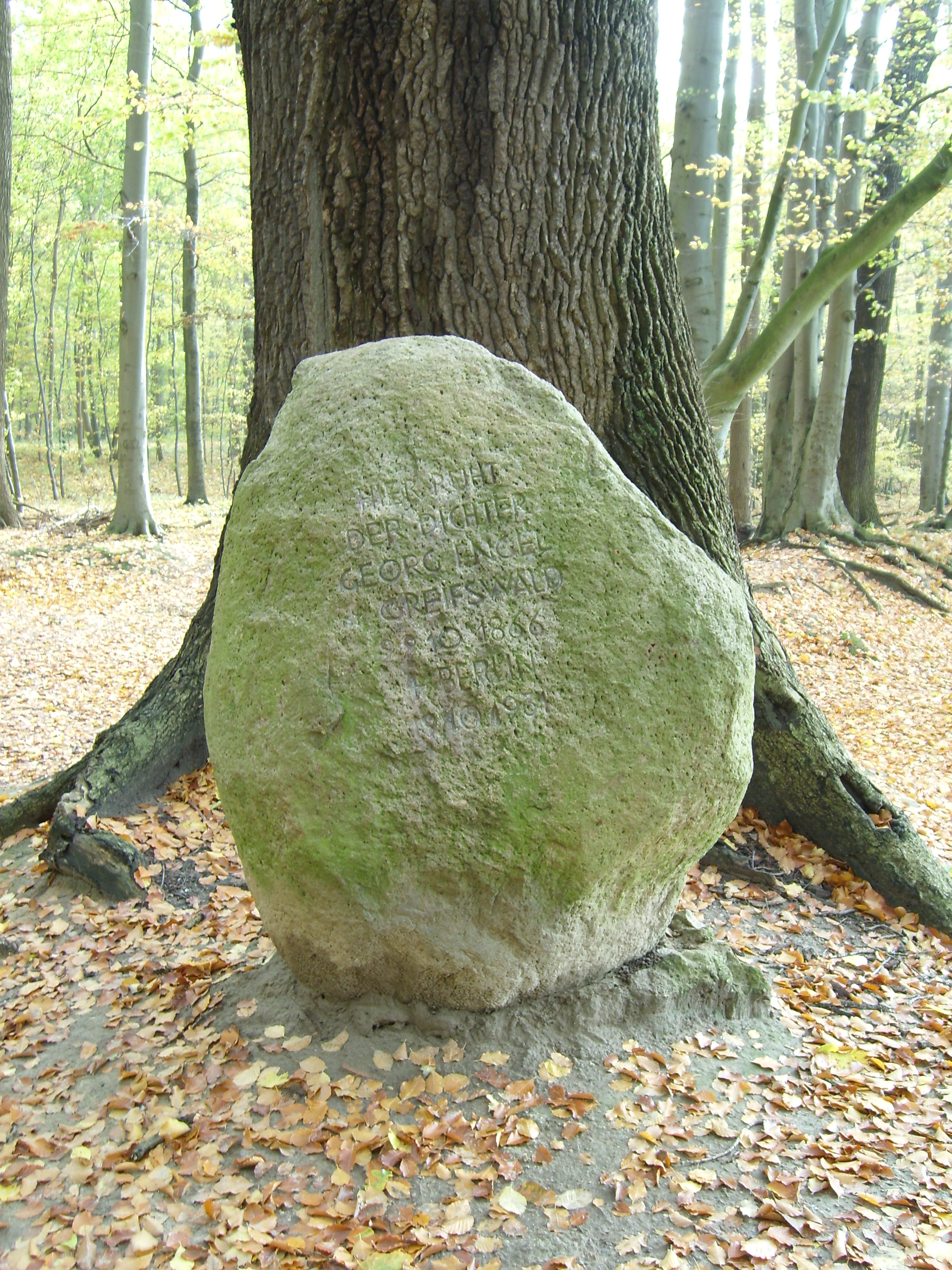
Могила Г. Энгеля

Георг Энгель (29 октября 1866, Грайфсвальд — 19 октября 1931, Берлин) — немецкий писатель, драматург, сценарист и литературный критик.

## Биография
Немецко-еврейского происхождения.
Молодость провёл в Бреслау. Изучал философию и историю в Берлинском университете (1887—1890), позже работал художественным и театральным критиком газеты «Berliner Tageblatt».
С 1891 года полностью посвятил себя литературному творчеству.
Некоторое время был президентом Имперского союза немецкой литературы (Reichsverband des deutschen Schrifttums).

## Творчество
Автор ряда драматургических произведений. Ещё при жизни получил признание и многие награды. Сборник его лирических произведений озаглавлен: «Der Ausflug ins Sittliche» (1900).
После прихода к власти в Германии нацистов по причине неарийского происхождения память об Энгеле подверглась нападкам. Мемориальная доска установленная на доме в Грайфсвальде, где он родился и его надгробие на кладбище были уничтожены. Некоторые книги Энгеля были запрещены, изъяты из библиотек и сожжены. После окончания Второй мировой войны его могила была восстановлена.

## Избранные произведения
Проза
- «Ahnen und Enkel» (1892)
- «Das Nächsten Weib» (1893)
- «Blind und andere Novellen» (1894)
- Zauberin Circe (1894)
- Die Last (1898)
- Die Furcht vor dem Weibe (1899)
- Hann Klüth, der Philosoph (1905)
- Der verbotene Rausch (1909)
- Der Reiter auf dem Regenbogen (1909)
- Die Leute von Moorluke (1910)
- Die verirrte Magd (1911)
- Die vier Könige (1913)
- Der Fahnenträger (1914)
- Die Herrin und ihr Knecht (1917)
- Kathrin (1918)
- Claus Störtebeker (1920)
- Die Prinzessin und der Heilige (1922)
- Die Mauer (1923)
- Erlebtes und Erträumtes (1923)
- Die Mauer (1923)
- Die Liebe durch die Luft (1925)
- Uhlenspiegel (1927)
- Des Äthers und der Liebe Wellen (1929)
- Das Gericht (1931)

Пьесы
- Der Hexenkessel (1894)
- Hadasa (1895)
- Sturmglocken (1899)
- Der Ausflug in’s Sittliche (1900)
- Über den Wassern (1902)
- Jim Hafen (1906)
- Die Hochzeit von Poël (1906)
- Das lachende Mirakel (1906)
- Die heitere Residenz (1913)
- Die Unsichtbaren (1920)
- Die Diplomaten (1925)

Киносценарии
- Die Furcht vor dem Weibe (1921)
- Die Herrin und ihr Knecht (1929)